# Can Flaqué
Can Flaqué és una obra de Cànoves i Samalús (Vallès Oriental) inclosa a l'Inventari del Patrimoni Arquitectònic de Catalunya.

## Descripció
Edifici aïllat d'estructura basilical. Consta de tres crugies paral·leles. Té planta baixa, pis i golfes a la crugia central. A la planta baixa hi ha la porta allindada i finestres, al primer pis finestres emmarcades per carreus i a les golfes tres finestres d'arc de mig punt. La finestra central del primer pis porta la data de 1830. A la banda dreta s'han afegit les antigues corts i a l'esquerra té adossat una petita casa de planta quadrada amb les obertures d'arc rodó rebaixat fetes de maó vist i coronades per un frontó ornamentat.
El 1912 es va decidir unir la casa amb el jardí, però del projecte només es va fer el portal i la terrassa. El portal té un arc de mig punt rebaixat i al damunt un frontó decorat amb motius florals i la inscripció "CASA FLAQUER".
La terrassa està situada davant de la casa i aprofita el desnivell per funcionar a dos nivells. La zona superior està envoltada per una balustrada. Hi ha dobles columnes a dues bandes que estan connectades per mitjà de bigues de ferro que fan corbes sinuoses i sustenten un entaulament amb decoracions florals i gerros. Entre les columnes de la mateixa banda hi ha una sanefa horitzontal amb calats entre les flors. La zona inferior està coberta per trams de volta rebaixada, té una cara oberta, amb balustrada i pilars dobles quadrats, fets de maó vist que formen entre ells una mena d'arcs.

## Història
El primer document on apareix esmentada la família Flaqué és de l'any 1357. A partir de 1527 es pot establir l'arbre genealògic sense interrupcions fins als nostres dies. La construcció de la casa té uns orígens imprecisos, a la façana hi ha la data de 1830 que ens indica alguna reforma. Conserva les parets mestres antigues malgrat les transformacions de la façana i a l'interior. El 1912 es va projectar unir la casa amb el jardí, projecte que no es va realitzar totalment, només es va construir la terrassa i el portal sota la direcció de l'arquitecte Manuel Raspall; aquesta obra, tot i que té elements modernistes, també incorpora elements propis del neoclassicisme, segurament fruit de les exigències del propietari.